# (3795) Nigel
(3795) Nigel es un asteroide perteneciente al cinturón de asteroides, descubierto el 8 de abril de 1986 por Eleanor F. Helin desde el Observatorio del Monte Palomar, Estados Unidos.

## Designación y nombre
Designado provisionalmente como 1986 GV1. Fue nombrado Nigel en honor al astrónomo y escritor británico Nigel Henbest.